# Spitzflügelige Kupfer-Goldeule

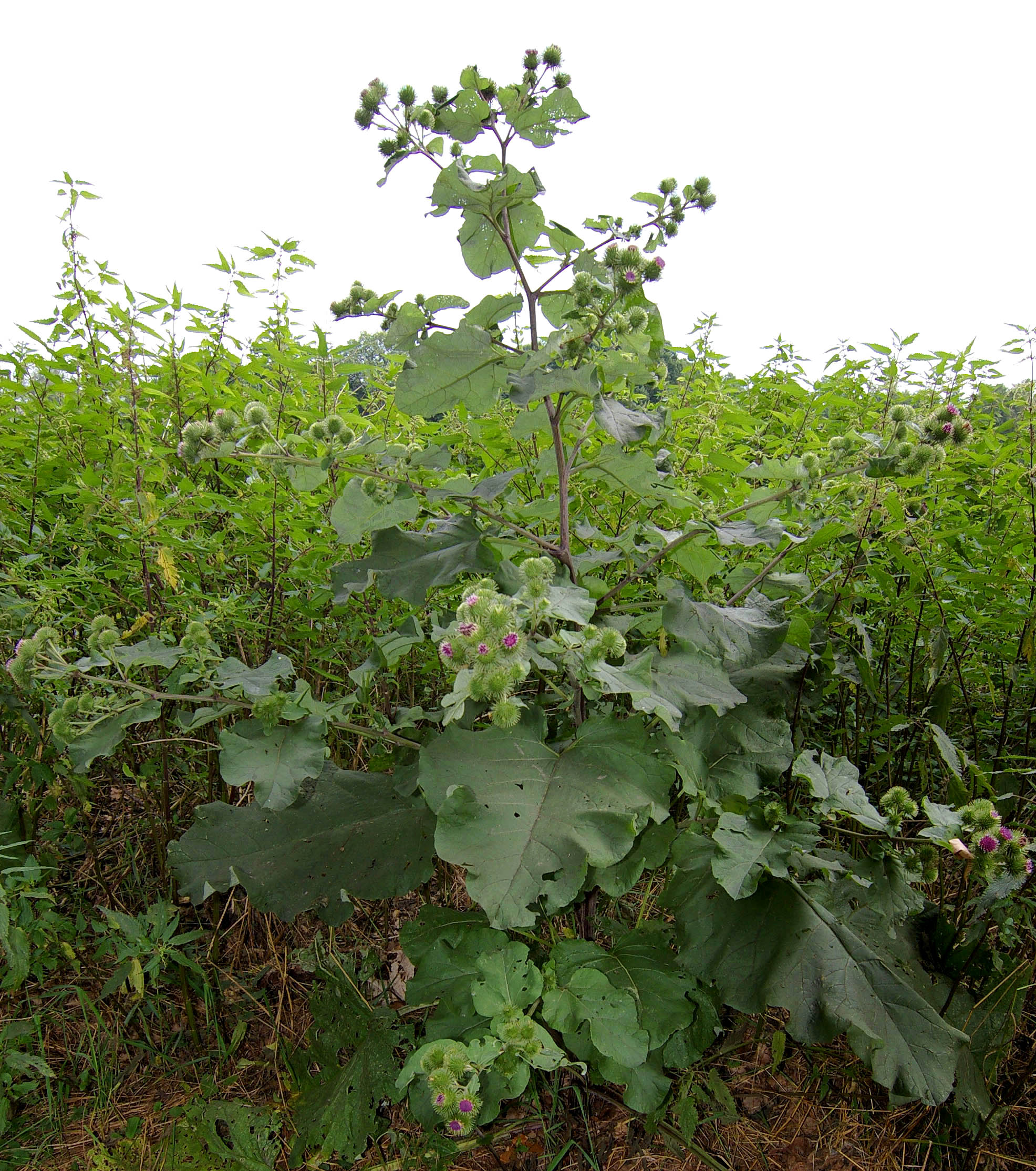
Große Klette, eine Nahrungspflanze der Raupen

Die Spitzflügelige Kupfer-Goldeule (Chrysodeixis actua) ist ein Schmetterling (Nachtfalter) aus der Familie der Eulenfalter (Noctuidae).

## Merkmale

### Falter
Die Flügelspannweite des Falters beträgt 33 bis 42 Millimeter. Auf der Vorderflügeloberseite sind graubraune Farben und golden schimmernde Bereiche vorherrschend. Im Mittelfeld zeigen sich zwei charakteristische, silberweiße tropfenförmige Zeichen, die sehr dicht nebeneinander liegen und zuweilen miteinander verschmelzen. Der Bereich um die silberweißen Zeichen ist kupferfarben bis dunkelbraun. Die Fransen sind grau gefärbt. Die Hinterflügel sind zeichnungslos graubraun, am Saum etwas verdunkelt. Der Thorax ist pelzig behaart und mit Haarbüscheln versehen, der Saugrüssel ist gut entwickelt.

### Ähnliche Arten
Chrysodeixis chalcites tendiert im Gesamterscheinungsbild zu gelbbraunen und violett braunen Farben. Die silberweißen Zeichen im Mittelfeld der Vorderflügeloberseite sind getrennt und heben sich aus einem golden glänzenden Bereich ab. Die Fransen sind violett gefärbt. 

## Verbreitung und Lebensraum
Die Spitzflügelige Kupfer-Goldeule ist eine tropisch-subtropische Art. Sie kommt in weiten Teilen Afrikas vor und ist regulärer Migrant in Asien. Auch gibt es Nachweise aus Australien. In Europa sind Einzelfunde aus Großbritannien bekannt. Funde aus Graz beruhen entweder auf einem Wanderfaltereinflug oder eine Einschleppung mit Importpflanzen. Die Art ist in vielen verschiedenen Biotopen heimisch, besiedelt jedoch bevorzugt offene Landschaften und kann auf landwirtschaftlich genutzten Flächen zuweilen schädlich auftreten.

## Lebensweise
Die Falter bilden mehrere fortlaufende Generationen im Jahr. Sie sind überwiegend nachtaktiv und besuchen künstliche Lichtquellen. Die Raupen ernähren sich von den Blättern verschiedener Pflanzen, bevorzugt von der Großen Klette (Arctium lappa).